# Галактична система координат

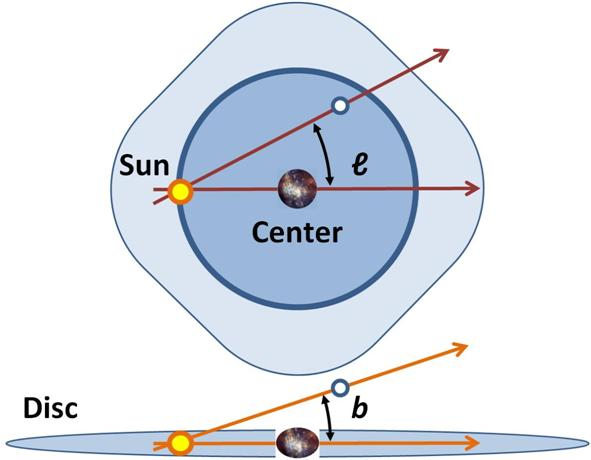
Схематичне зображення галактичних координат

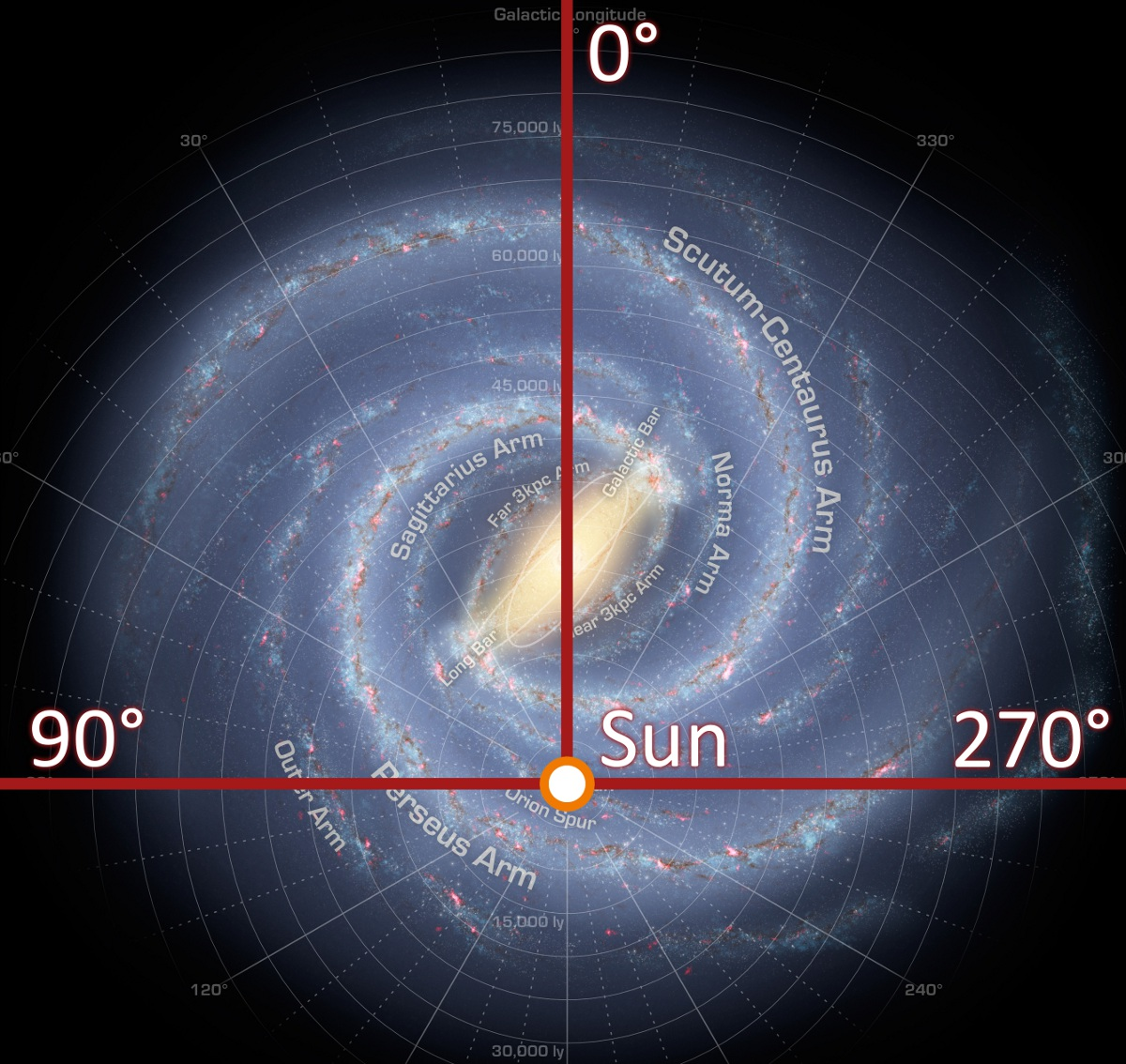
Художнє зображення Чумацького Шляху, що показує галактичні довготи відносно Сонця

Галакти́чна систе́ма координа́т — система небесних координат із центром у Сонці, основною площиною в якій є площина галактичного диску. Подібно до інших таких систем має дві координати:
- галактичну широту b — кут між напрямком на об'єкт та галактичною площиною (від -90° для Південного галактичного полюса до +90° — для Північного);
- галактичну довготу l — кут між напрямками на об'єкт та центр галактики (у площині галактичного диску). Змінюється від 0° до 360° у градусній мірі (або від 0 до 24 у годинній мірі).

Оскільки положення галактичної площини відоме лише наближено, галактичні координати зазвичай визначають із точністю ±0,01°.
Міжнародний астрономічний союз визначив галактичні координати відносно екваторіальної системи координат 1958 року. Координати північного галактичного полюсу становили:
- Пряме піднесення — 12г 49х
- Схилення — +27,4°

Початок галактичних довгот ведуть від кола галактичних довгот, яке має позиційний кут 123,0° від полюса світу.